# Florêncio Conceição Nochieri
Florêncio Conceição Nochieri, mais conhecido como Madruga  (São Paulo, 8 de junho de 1959), é um árbitro de futebol de salão AMF  e micro-empresário brasileiro. Internacionalmente é conhecido entre os oficiais de arbitragem por Conceicion; atualmente é o Presidente da Confederação Nacional de Futebol de Salão.

## História
Filho de Florêncio Nochieri e Terezinha Alves Nochieri, foi caminhoneiro na empresa de seu falecido pai. Atualmente reside em  São Paulo tem uma filha, Isabella Ferreira.

## Carreira
Na arbitragem há mais de trinta anos; iniciou seu primeiro curso em 1985, na Federação Paulista de Futsal. 
Formou-se árbitro de futsal, futebol society, beach soccer e futebol de campo. Durante anos, assumiu vários cargos dentro da arbitragem paulista: de professor,  relator de comissão, diretor de arbitragem, coordenador de formação de árbitros; mas é junto das quatro linhas, que o oficial de baixa estatura se transforma em um "Gigante”.
Após passagem brilhante pela Federação Paulista de Futsal decide a partir de 2006, tornar-se oficial de arbitragem de futebol de salão AMF, filia-se à Associação Paulista de Futebol de Salão e à Confederação Nacional de Futebol de Salão.
Em 2010 entra para o quadro de árbitros da AMF.

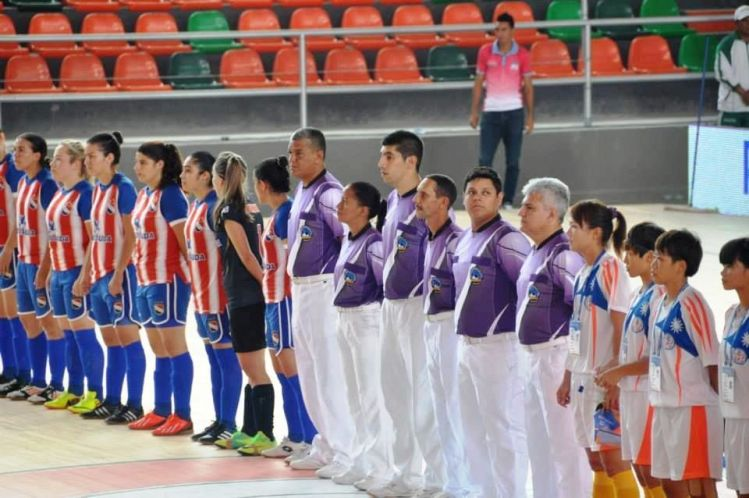
II Mundial Feminino na Colômbia em 2013; partida Paraguai versus Taipé Chinesa, árbitro principal Florêncio Nochieri do Brasil e Javier Petrino da Argentina, ambos ao centro.

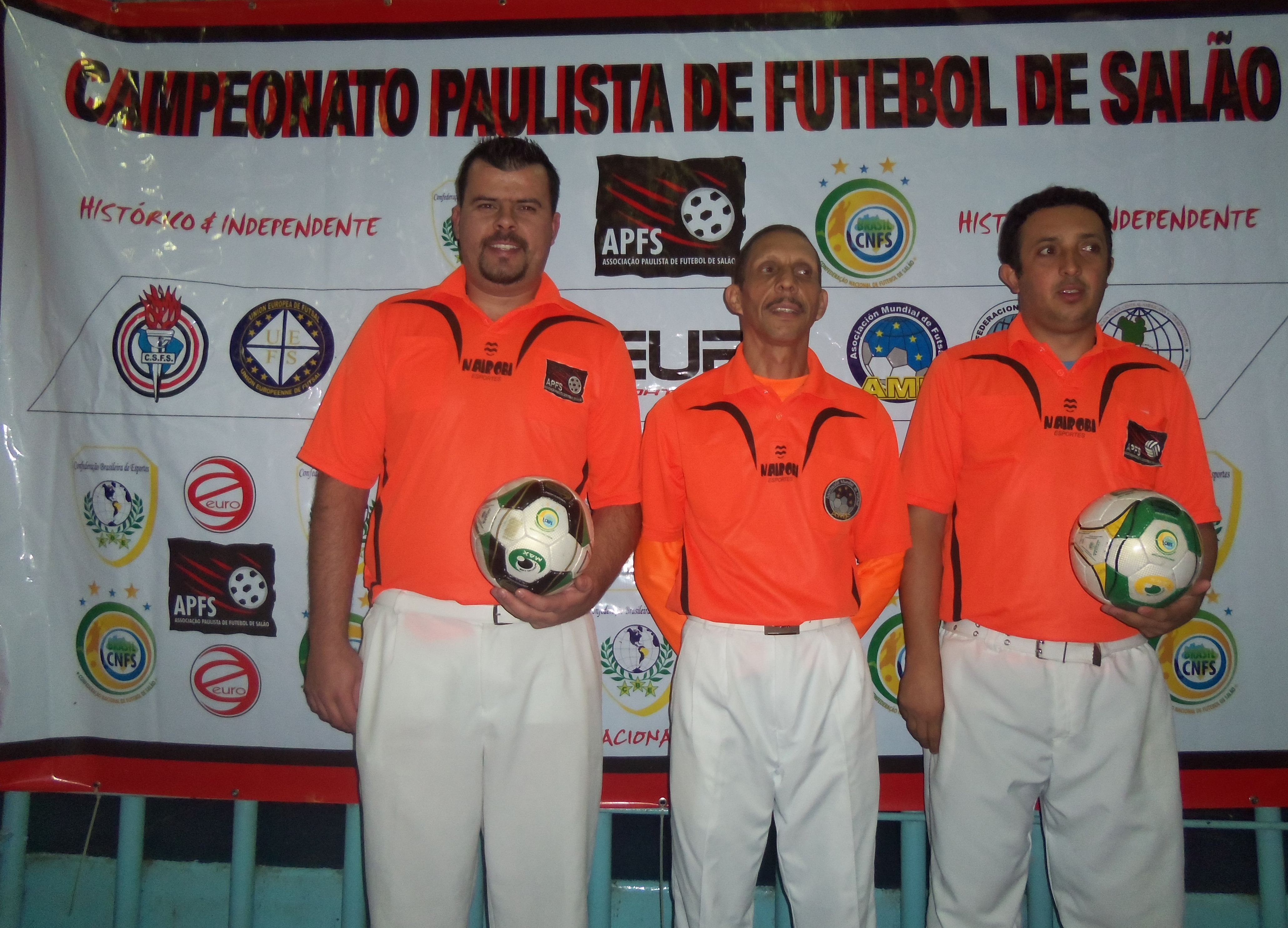
Florêncio Nochieri atuando no Campeonato Paulista de Futebol de Salão - AMF.

. 

## Participações AMF

### Nacionais
Nos últimos anos, arbitrou várias finais dos torneios de futebol de salão AMF, promovidos pela Associação Paulista de Futebol de Salão e Confederação Nacional de Futebol de Salão, principalmente o Campeonato Paulista de Futebol de Salão, categoria principal, masculino e feminino.

### Internacionais
Desde 2010 é destaque na arbitragem internacional, com várias participações em finais de torneios internacionais nos Estados Unidos, Canadá, Paraguai e Colômbia.